# Riccia andina
Riccia andina là một loài rêu trong họ Ricciaceae. Loài này được K. Müller mô tả khoa học đầu tiên năm 1955.